# アミラ・ハス
アミラ・ハス（ヘブライ語: עמירה הס、英語: Amira Hass、1956年6月28日 - ）は、イスラエル人のジャーナリストである。
1956年エルサレム生まれ。アミラ・ハスはヘブライ大学を卒業し、ハ・アレツ紙のジャーナリストになった。アミラはパレスチナ人を取材するためにアラビア語を修得し、ガッザ地区に在住したことがあり、ヨルダン川西岸地区のラーマッラーなどに在住している。
アミラは日本を含め国際的にも活動を行っており、2017年9月にはイスラエルに批判的な中近東フリージャーナリストの土井敏邦らによって招聘され、沖縄、東京、京都、及び広島において講演を行い、沖縄及び福島を取材し、並びに長野県の蓼科に滞在した。

## メディア出演
- こころの時代「紛争の地から声を届けて」（2017年12月3日、NHK Eテレ）[2]

## 関連文献
- アミラ・ハス 著、くぼたのぞみ 訳『パレスチナから報告します：占領地の住民となって』筑摩書房、2005年。（原書 Amira Hass (2003), Reporting from Ramallah: An Israeli Journalist in an Occupied Land）